# Алфапоп
Алфапоп српски је паувер поп бенд из Београда, основан 2000. године.
Бенд је основан под именом Тир на н'Ог, што значи земља вечне младости у ирској митологији. У почетку, бенд је изводио ирски фолк и келтски рок и издао албум под називом Тир на н'Ог, који је био жанра келтског рока. Године 2008. бенд је променио име у Алфапоп и окренуо се паувер поп звуку објављивањем другог студијског албума 2010. године под називом Алфапоп.

## Историјат

### Тир на н'Ог (2000—2008)
Бнед је основан 2000. године од стране љубитељка ирске музике. Првобитно су изводили песме бендова The Pogues и Young Dubliners и тако привукли пажњу публике. Кроз бенд је прошао велики број музичара, а усталили су се у саставу: Јована Војновић (вокал), Јован Драгумило (гитара и вокал), Мирослав Кочић (виолина), Дамир Жигић (бубњеви) и Ранко Радованов (бас гитара). Албум под називом Тир на н'Ог бенд је почео да се снима у јесен 2005. године, а објавили су га 2006. године под окриљем издавачке куће One records. Песме на албуму су на енглеском и српском језику, са елементима панк-рока, ирске и српске народне музике. За три песме са албума снимљени су спотови и то за : Бродови, Danny Boy и песму River.

### Алфапоп (2008—данас)
Године 2008. бенд су чинили Вујновић, Драгумило и Радованов, који су променили име бенда у Алфапоп и почели да раде паувер поп, настављајући међутим да изводе и песме које су снимили када су се звали Тир на н'Ог. Године 2010. бенд је објавио албум Алфапоп за бугарску издавачку кућу AMAdea records. Албум садржи девет песама на српском језику и песму Fantasy која је електронског жанра, а снимио ју је Вујновић, као бонус нумеру.  Видео спотови издати су за песме Сати и Хоћу још. На песми Као први пут гостовао је певач Лазар Дрецун.

## Дискографија

### као Тир на н'Ог
- Тир на н'Ог (2006)

### као Алфапоп
- Алфапоп (2010)